# Zoi Sadowski-Synnott
Zoi Sadowski-Synnott (Sydney, 6 maart 2001) is een Nieuw-Zeelandse snowboardster. Ze vertegenwoordigde haar vaderland op de Olympische Winterspelen 2018 in Pyeongchang. 

## Carrière
Bij haar wereldbekerdebuut, in december 2016 in Copper Mountain, scoorde Sadowski-Synnott dankzij een negende plaats direct wereldbekerpunten. In februari 2017 stond de Nieuw-Zeelandse in Quebec voor de eerste maal in haar carrière op het podium van een wereldbekerwedstrijd. Op de FIS wereldkampioenschappen snowboarden 2017 in de Spaanse Sierra Nevada veroverde ze de zilveren medaille op het onderdeel slopestyle. Op 15 maart 2017 boekte Sadowski-Synnott in Špindlerův Mlýn haar eerste wereldbekerzege. Tijdens de Olympische Winterspelen van 2018 in Pyeongchang sleepte de Nieuw-Zeelandse de bronzen medaille in de wacht op het onderdeel big air, op het onderdeel slopestyle eindigde ze op de dertiende plaats.
In Park City nam ze deel aan de FIS wereldkampioenschappen snowboarden 2019. Op dit toernooi werd ze wereldkampioene op het onderdeel slopestyle.
Tijdens de Olympische Winterspelen 2022 won zij de eerste Nieuw-Zeelandse olympische gouden medaille op de Winterspelen door het winnen van het onderdeel slopestyle.

## Resultaten

### Olympische Winterspelen
| Jaar | Plaats      | Resultaten               |
| ---- | ----------- | ------------------------ |
| 2018 | Pyeongchang | Big air · 13e Slopestyle |

### Wereldkampioenschappen
| Jaar | Plaats        | Resultaten |
| ---- | ------------- | ---------- |
| 2017 | Sierra Nevada | Slopestyle |
| 2019 | Park City     | Slopestyle |

### Wereldbeker
Eindklasseringen
| Seizoen   | Algm | BA  | SBS |
| --------- | ---- | --- | --- |
| 2016/2017 | 7e   | 18e | 6e  |
| 2017/2018 | 49e  | –   | 11e |
| 2018/2019 | 34e  | 10e | –   |
| 2019/2020 | 38e  | 16e | –   |

Wereldbekerzeges
| Datum          | Plaats          | Onderdeel  |
| -------------- | --------------- | ---------- |
| 15 maart 2017  | Špindlerův Mlýn | Slopestyle |
| 9 januari 2021 | Kreischberg     | Big air    |